# Alexander von Wylich

Schloss Diersfordt, bis 1831 in seinem Besitz, 1928 abgebrannt

Christoph Alexander Carl Friedrich Freiherr von Wylich (* 11. Januar 1753 in Potsdam; † 20. Januar 1831 in Diersfordt) war ein königlich-preußischer Geheimer Regierungsrat, Domherr zu Halberstadt, Erbhofmeister des Herzogtums Kleve, Komtur des Johanniterordens, Ritter des königlich-preußischen Roten Adler-Ordens zweiter Klasse sowie Besitzer mehrerer Rittergüter.

## Leben
Er stammte aus dem alten Adelsgeschlecht Wylich aus dem Herzogtum Kleve. Alexander von Wylich wurde zunächst Geheimer Regierungsrat der klevisch-märkischen, dann der münsterschen Regierung und Direktor der klevischen Stände.
Von 1826 bis 1828 war er Abgeordneter des Provinziallandtages der Rheinprovinz.
Er war Herr zu Diersfordt, Zehlem, Wylack, Biesenhorst, Averbergen, Esselt und Kitzen. Letzteres Rittergut hatte er als Wittwer am 26. September 1821 von Joachim Christian Lücke, Kauf- und Handelsherr auch Kramermeister zu Leipzig, zum Preis von 56.000 Talern erworben. Ferner kaufte er 1815 das im Braunschweigischen gelegene Rittergut Benzingerode (Ober- und Unterhof).
Schloss Diersfordt hatte er im Mai 1776 als Neffe und Universalerbe seines zu diesem Zeitpunkt kinderlos verstorbenen Onkels Alexander Hermann von Wylich erhalten. Damals war vom Schloss erst der Rohbau samt Dachkonstruktion sowie das Hauptgesims mit dem Wappenstein fertiggestellt. Wylich setzte das Werk seines Onkels fort und ließ bis ca. 1780 die Schlosskirche vollenden. Im Anschluss begann er mit der Restaurierung der übrigen Gebäude im Stil des Spätbarocks. So entstand ein damals modernes Wohnschloss, das in den äußeren Formen bis zum Jahre 1928 bestand und dann durch einen Großbrand vernichtet wurde. Der Wiederaufbau erfolgte in veränderter Form. Erhalten blieb unter anderem die Schlosskirche, mit deren Bau ebenfalls der Onkel von Alexander von Wylich begonnen hatte.

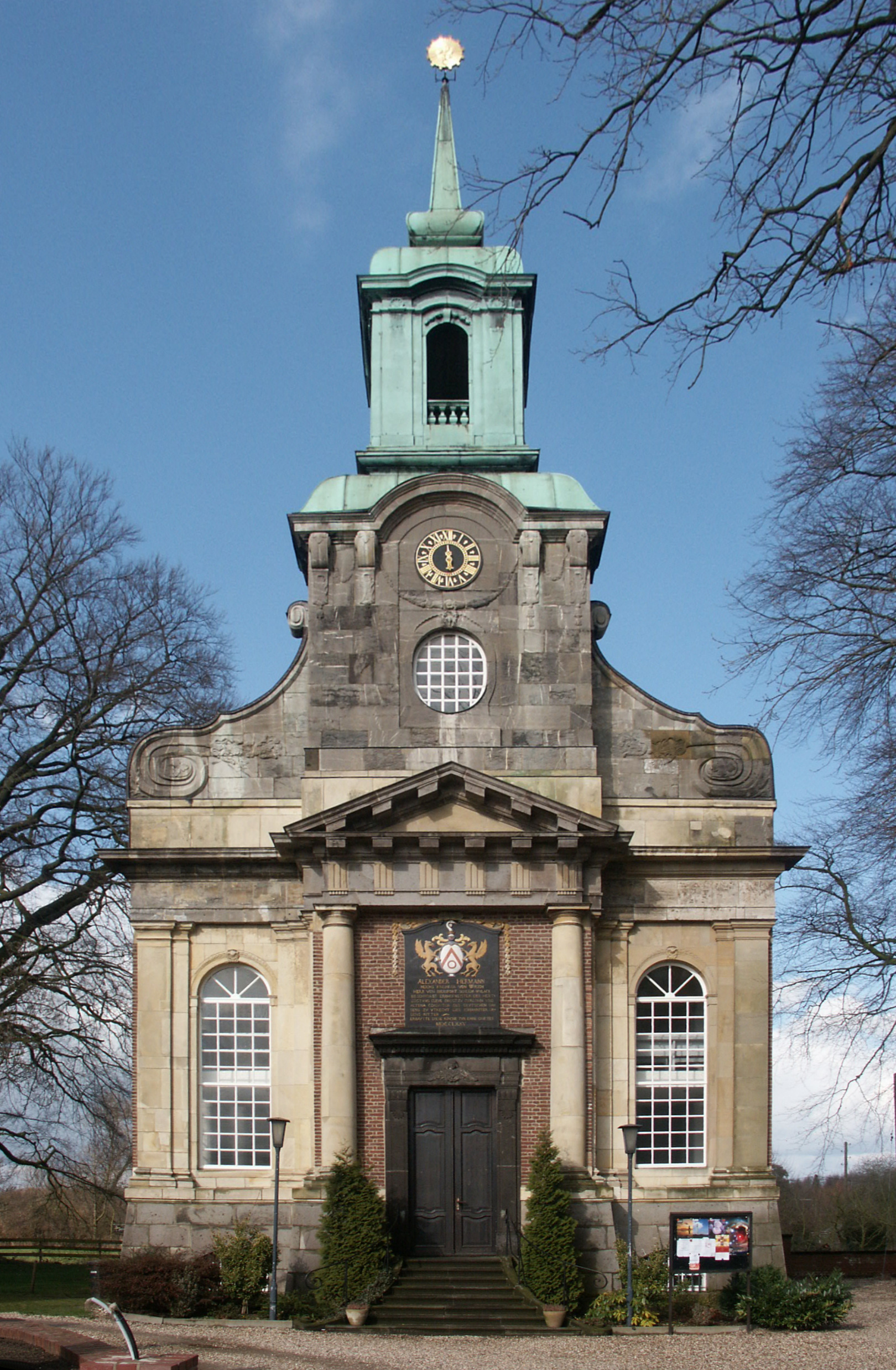
Schlosskirche Diersfordt

Das Grabmal Alexander von Wylichs in Form eines auf einem gemauerten Steinfundament stehenden steinernen Sarkophages wurde 1843 fertiggestellt und gegenüber dem Monument seines Onkels Alexander Herrmann von Wylich im Schlosspark von Diersfordt errichtet.
In seinem Testament hatte er bereits am 13. Februar 1819, wenige Tage nach dem Tod seiner Ehefrau Gräfin Anna festgelegt, dass er aus Mangel eigener Kinder seinen Neffen und seine Nichte als seine beiden nächsten Blutsverwandten zu Erben einsetzte. Auch den jüngsten Bruder seiner Frau, Graf Anton zu Stolberg-Wernigerode, bedachte er. Dieser erhielt sein Rittergut Diersforst mit dem östlich des Rheins gelegenen Grundbesitz einschließlich der Güter Biesenhorst, Averbergen und Groß Esselt.
Als Alexander von Wylich 1831 starb, traten die beiden Kinder seiner einzigen Schwester Sophie Louise Herrmine, Ehefrau des verstorbenen königlich-preußischen Landrates Friedrich Leopold Samuel von Hertefeld zu Liebenberg, das Erbe an. Es handelte sich dabei um den Ritterschaftsrat Carl Alexander Adolph von Hertefeld und dessen Schwester Alexandrine Louise Charlotte von Hertefeld, die mit dem preußischen Oberlandesgerichtspräsidenten und späteren preußischen Staats- und Justizminister Graf von Dankelman in Glogau verheiratet war.

## Familie
Er war der Sohn von Friedrich von Wylich, preußischer Generalleutnant und Träger des Schwarzen Adlerordens, und der Sophie Wilhemine Frederike von Kalckstein (* 1723; † 16. April 1755). Sie war die Tochter von Christoph Wilhelm von Kalckstein.
Seine Großeltern waren Dietrich von Wylich (1640–1709) und dessen zweite Frau Florentina Anna von Spaen (* 1660).
Seine jüngere Schwester war Sophie Louise Herrmine (* 10. September 1754; † 22. März 1799) ⚭ 1770 Freiherr Friedrich Leopold von Hertefeld (* 8. Januar 1741; † 3. April 1816), Landrat in Kleve.
In zweiter Ehe heiratete er als kinderloser Witwer 1797 die 17 Jahre jüngere Gräfin Anna zu Stolberg-Wernigerode (* 24. Februar 1770; † 26. Januar 1819), Tochter des über die Grafschaft Wernigerode regierenden Grafen Christian Friedrich zu Stolberg-Wernigerode und bis zur Heirat Äbtissin des Klosters Drübeck zwischen Wernigerode und Ilsenburg (Harz).